# Yacine Diop
Pour les articles homonymes, voir Diop.
Yacine Diop, est une joueuse de basket-ball sénégalaise née le 8 octobre 1995 à Dakar.

## Biographie
Yacine Diop commence le basket à la Jeanne d'Arc de Dakar en 2004. À 16 ans, Martial Wassu la surclasse et la lance dans le championnat du Sénégal.
En 2011, elle part aux États-Unis pour étudier et rejoint la Oak Hill Academy. L'année suivante, elle remporte le championnat d'Afrique des moins de 18 ans et est désignée meilleure joueuse de la compétition. En 2013, elle rejoint Seton-LaSalle.
En 2014, elle rentre à l'Université et rejoint les Panthers de Pittsburgh. En trois saisons, elle marque plus de 1000 points avec les Panthers en championnat NCAA. En 2016, elle fait ses débuts avec la sélection nationale.
En 2018, elle s'engage avec les Cardinals de Louisville pour sa dernière année universitaire. En septembre, elle participe à la coupe du monde, sa première compétition internationale chez les seniors.
Après l'Afrobasket, elle s'engage avec le club français de Charnay (7,3 points à 35% de réussite à 2-points et 25% à 3-points et 3,8 rebonds pour 4 d'évaluation en 22 minutes), mais le quitte mi-novembre après six journées s'estimant fatiguée de l'enchaînement des compétitions.

## Équipe nationale
Avec les moins de 18 ans, Yacine Diop remporte l'AfroBasket U18 2012 et est désignée meilleure joueuse de la compétition.
Elle fait ses débuts avec les A en 2016. Elle n'est pas retenue pour les Jeux de Rio ni pour le championnat d'Afrique 2017. Elle participe à sa première compétition internationale senior lors de la coupe du monde 2018.

## Palmarès

### Sélection
- Médaille d'or du championnat d'Afrique des moins de 18 ans
- Médaille d'argent au championnat d'Afrique 2019
- Médaille d'argent au championnat d'Afrique 2023

Distinctions individuelles
- Nommée dans l'équipe-type du championnat d'Afrique 2021[9]